# Vacherie du Parc
Vous lisez un « bon article » labellisé en 2020.
La vacherie du Parc est une ancienne laiterie municipale située le long de l'allée des Moutons du Jardin zoologique de Lyon, au sein du parc de la Tête-d'Or à Lyon, en France. Elle a été conçue au début du XXe siècle par l'architecte Tony Garnier à la suite d'une commande de la ville de Lyon. Elle était destinée à fournir du lait aux orphelins lyonnais et comportait une étable, une installation de stérilisation du lait et des logements pour les vachers.
Son rendement étant insuffisant, la vacherie est fermée en 1919 et transférée au domaine de Cibeins à Misérieux. Après avoir été transformé en fauverie à partir des années 1920, l'édifice est devenue un bâtiment administratif au début du XXIe siècle.

## Histoire

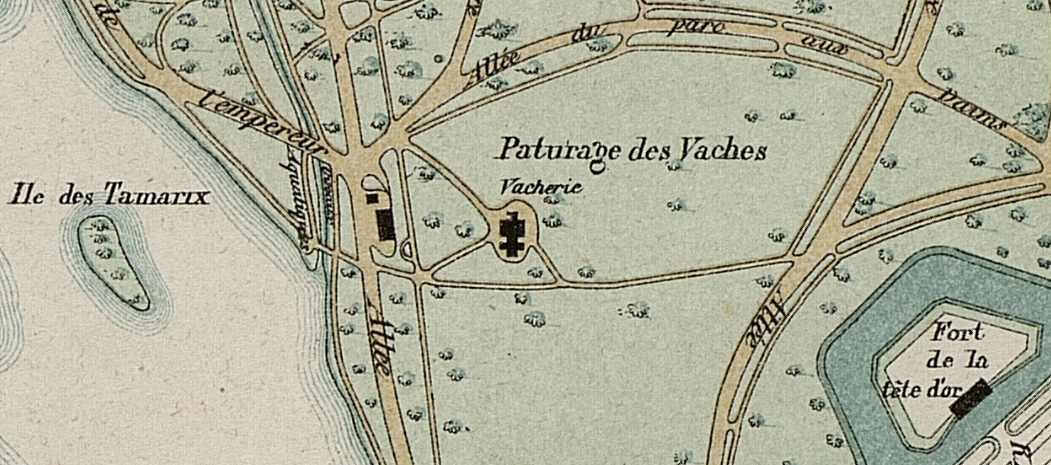
Emplacement de l'ancienne vacherie, au sud du lac (le nord est à gauche).

Peu après l'ouverture du parc de la Tête-d'Or, en 1857, à la suite des daims qui sont introduits pour la création du parc zoologique, des vaches et des moutons viennent entretenir les pelouses. Une vacherie est construite, et son lait est vendu place Bellecour à partir de 1861.
Construite en bois et en chaume, elle est détruite par un incendie en 1871. En 1904, le maire Jean-Victor Augagneur lance la construction d'un nouveau bâtiment pour produire du lait au plus près de Lyon. Il s'adresse en premier à Auguste Duret, qui propose un plan en U assez chargé en ornements. Mais la mairie le juge trop coûteux. Tony Garnier fait une proposition en août 1904 avec un bâtiment plus simple et donc nettement moins cher,.
C'est la première commande d'une longue série de la ville de Lyon auprès de Tony Garnier. Le design est tiré des établissements agricoles de sa Cité industrielle. La vacherie entre en service dès la fin des travaux en fin d'année 1906.
Le bâtiment est bien accueilli par la ville, ce qui permet à Victor Augagneur de recommander Tony Garnier au nouveau maire Édouard Herriot.
La possibilité d'extensions est prévue dès le départ du projet, ce qui permet d'agrandir la partie stérilisation en cours d'exécution. Entre 1912 et 1913, Tony Garnier aménage deux logements pour les vachers dans les combles au-dessus du local de stérilisation, et en ajoute un troisième en surélevant un bâtiment annexe,.

Plans de la vacherie de Tony Garnier
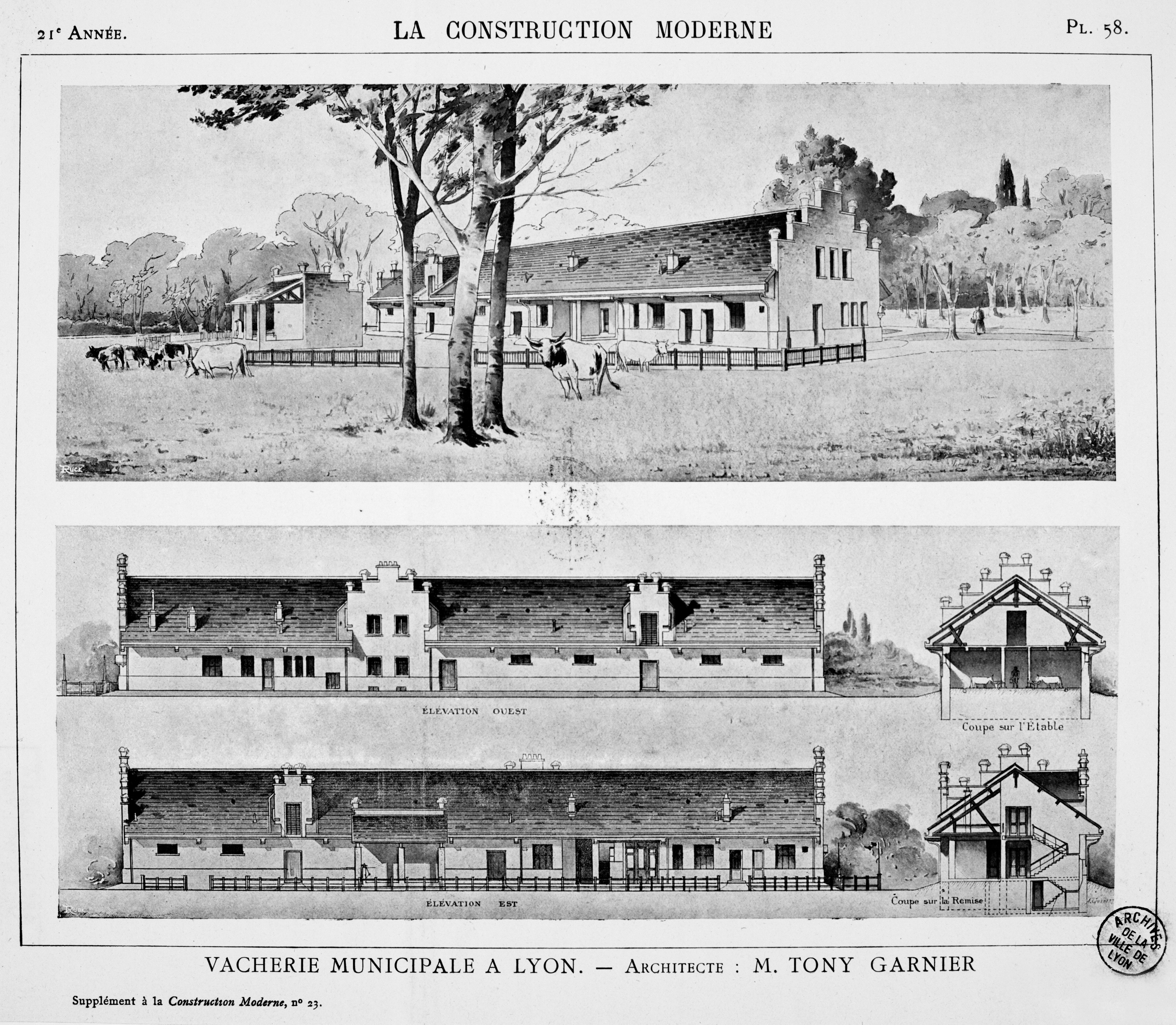
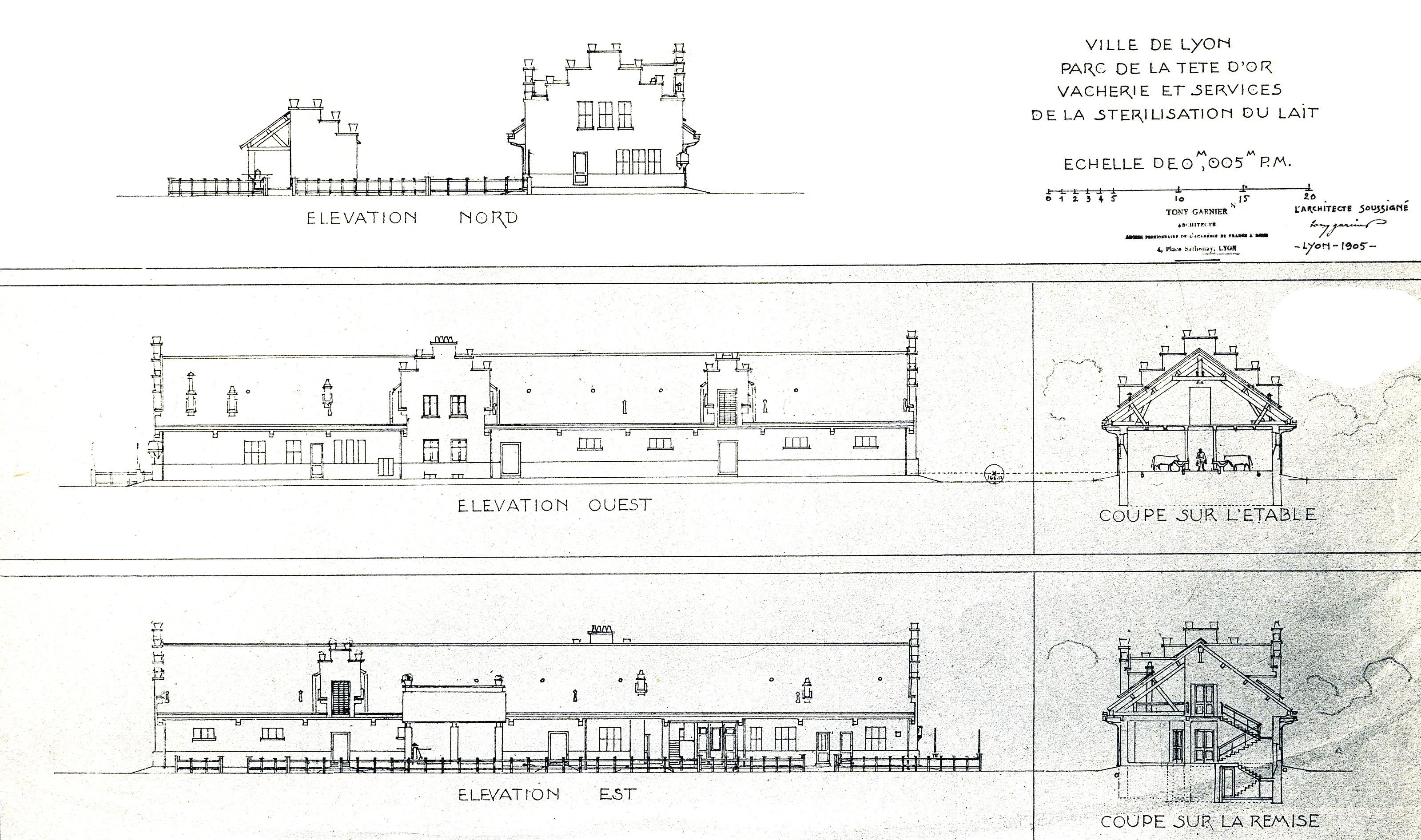
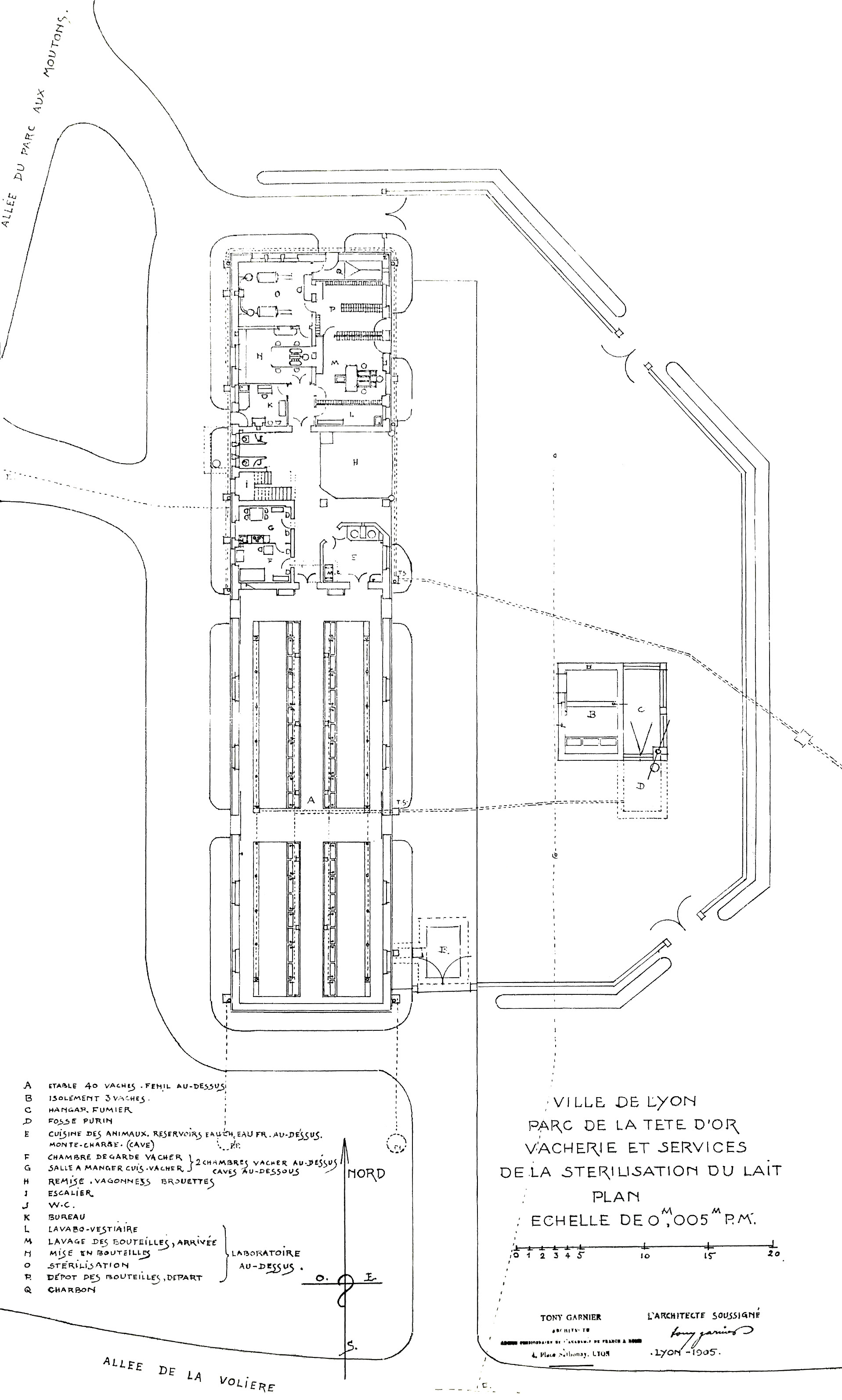

Sa production est dès l'ouverture insuffisante : en 1911, elle héberge 34 vaches sans pouvoir en accueillir plus ; une deuxième vacherie est alors demandée par la ville. Elle est fermée le 16 juin 1919. La laiterie est alors transférée à l'école d'agriculture de Cibeins à Misérieux.

École d'agriculture de Cibeins
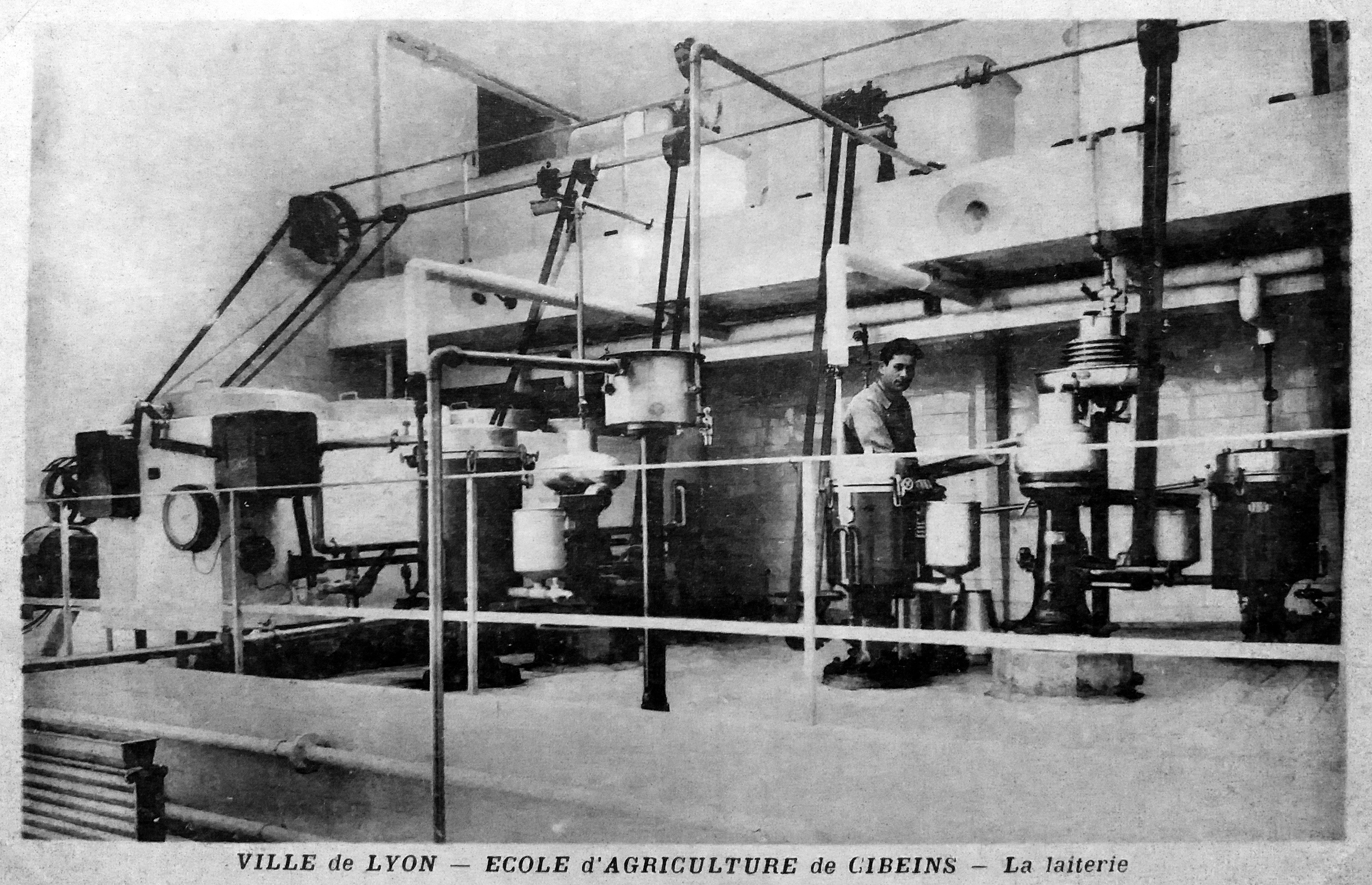
Cellier et laiterie.
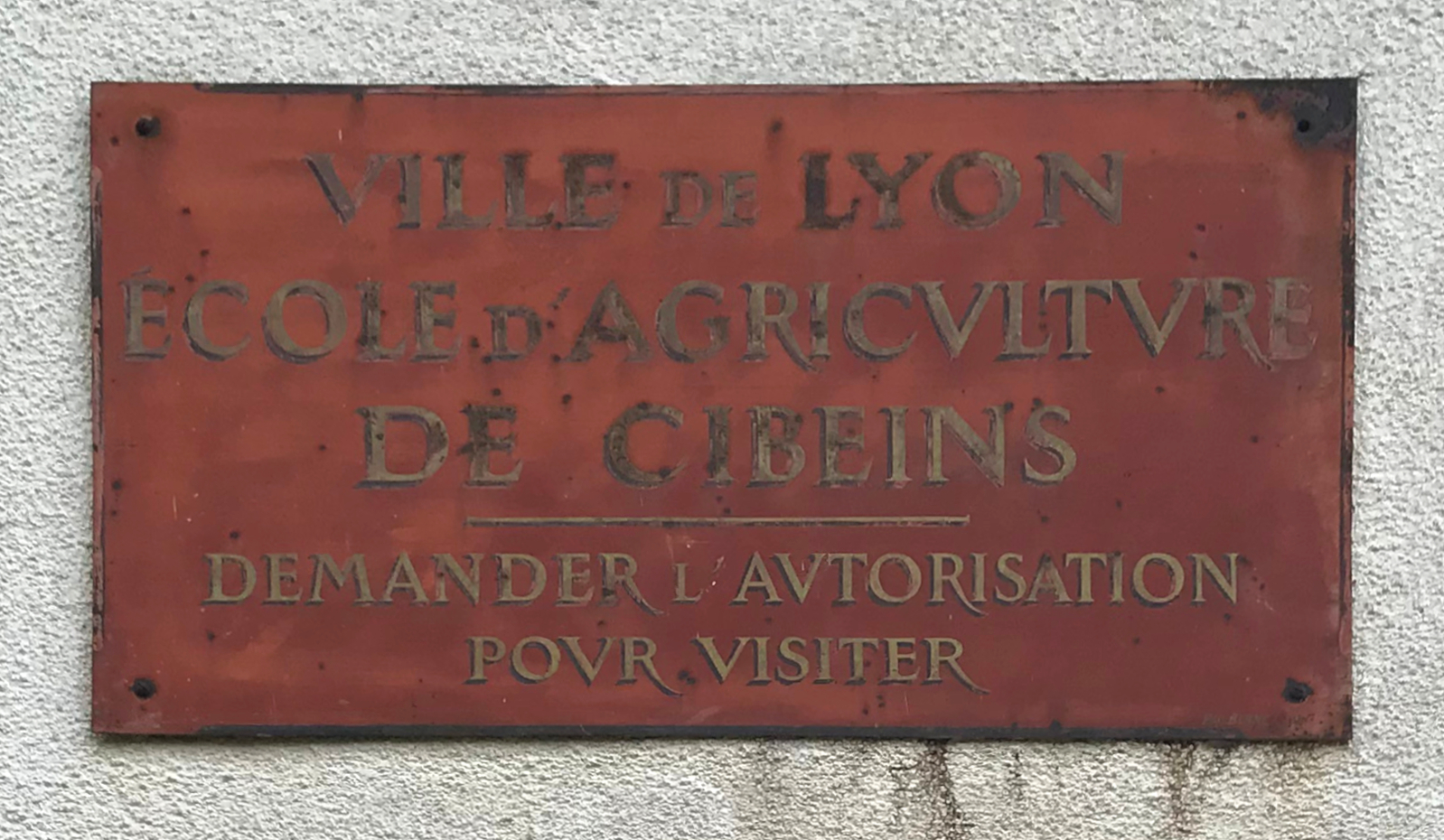
Plaque Ville de Lyon.

La vacherie est ensuite réaménagée de 1922 à 1924 et transformée en fauverie, en ajoutant deux cages sur la façade est du bâtiment. Un enclos attenant est créé pour l'éléphant Loulou venu d'Indochine, qui a vécu 15 ans au parc,. Désaffecté et en état d'abandon dans les années 1980, l'édifice sert de débarras. Il n'est ni classé, ni inscrit à l'Inventaire supplémentaire des monuments historiques, mais considéré d'un intérêt patrimonial certain ; sa réhabilitation est donc envisagée à la fin des années 1990 lors d'une étude portant sur l'ensemble du patrimoine du parc. Le 29 janvier 2001, la ville de Lyon vote la restructuration de la vacherie pour lui donner « la prestance qu'elle mérite » pour un budget de 14 millions de francs,. Elle est ainsi réaffectée au fonctionnement du parc de la Tête d'Or et comporte un grand dépôt, une salle d'exposition, une salle de cours, une chambre froide et l'enclos des reptiles.

## Description
La vacherie dispose d'un rez-de-chaussée et d'un étage sous combles pour une surface de 1 275 m2. Elle est conçue par Tony Garnier comme un bâtiment utilitaire qui s'intègre en harmonie avec le parc. Il comporte une étable de 40 vaches, une usine de stérilisation et, entre les deux, un logement pour le vacher d'où il peut observer les animaux à travers une embrasure. Une étable d'isolement pour trois vaches malades se trouve à l'écart dans la cour.
L'ensemble est construit d'un seul tenant, avec des pignons et des frontons similaires aux villas que Garnier avait dessinées pour bâtir au bord du parc. Les sols du rez-de-chaussée du bâtiment principal sont en béton armé avec une chape de ciment Portland, les sols des dépendances en mâchefer et chaux hydraulique. Les murs sont en pisé et chaux hydraulique. Enfin, les sols et les murs sont badigeonnés de chaux pour les imperméabiliser. L'ensemble est couvert de tuiles de Bourgogne rouges. Il y a aussi un sous-sol pour entreposer les produits alimentaires, et un fenil sous le toit : cet espace de stockage du fourrage a peut-être obligé Garnier à construire la seule toiture traditionnelle de son œuvre architecturale.
L'architecte porte une attention particulière à l'hygiène et prévoit ainsi une ventilation, l'écoulement automatique des urines, ou encore un sol en briques vitrifiées. L'unité de stérilisation du lait est une technologie moderne, inscrite dès le départ dans le projet par le maire Augagneur, médecin hygiéniste, qui souhaite fournir un lait de qualité à la jeunesse défavorisée. La ville souhaite ainsi maîtriser toute la chaîne, de la production à la distribution. Les mangeoires de l'étable sont en ciment, et comportent des robinets d'eau chaude et d'eau froide avec des tuyaux d'évacuation des eaux et du purin.
Les tuiles et le béton forment un mélange de tradition et d'innovation. La destination sociale du bâtiment requiert un style minimaliste. Les seules décorations que s'autorise Tony Garnier sont les pots en terre cuite posés sur les redents du toit, ainsi qu'un lierre mural et une haie d'enclos.

« Cette œuvre atypique, unique, est toutefois réalisée dans un style que Garnier utilise pour plusieurs autres projets : mélange de régionalisme et d'éclectisme et parfois d'Art nouveau finissant. »

— Olivier Cinqualbre (architecte et conservateur de musée)
.

Photos d'époque
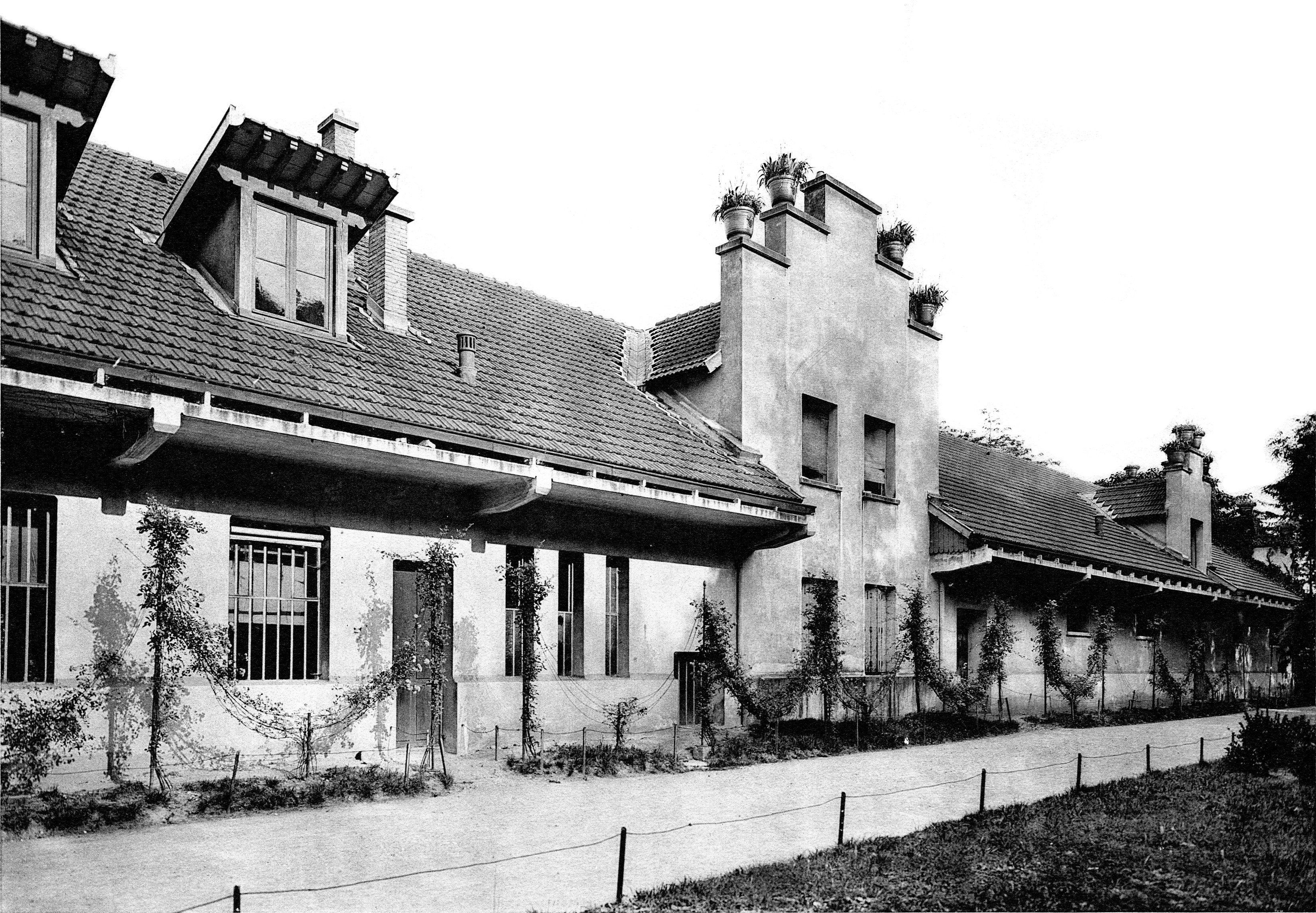
Façade ouest.
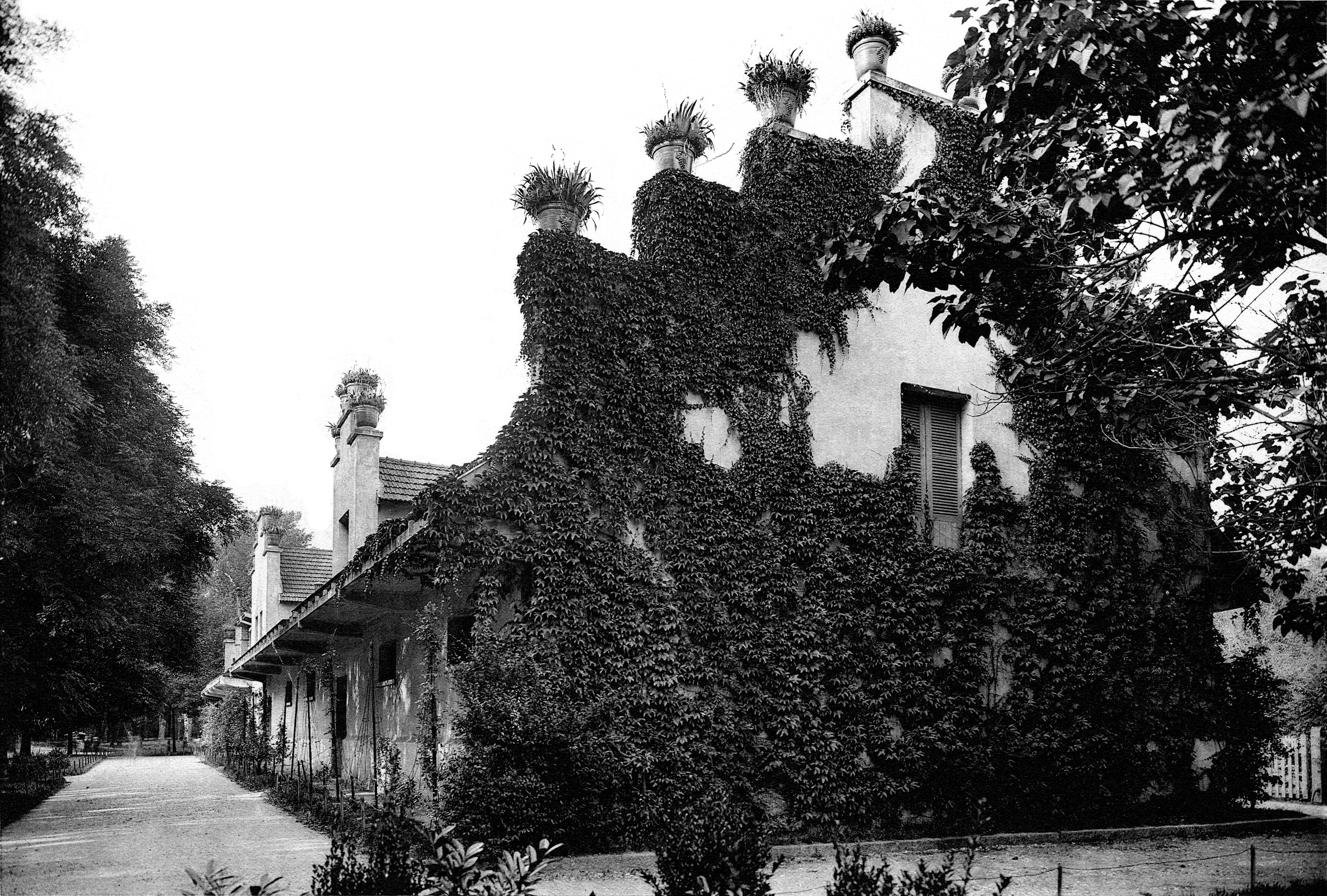
Côté sud.
Grange à foin (fenil).

### Production
La laiterie permet de fournir 250  à   300 litres de lait par jour grâce à plusieurs appareils mécanisant le processus : une machine brosse et nettoie les bouteilles avec un jet d'eau, une autre facilite leur remplissage. Enfin, deux étuves permettent de stériliser quotidiennement environ 2 000 flacons de 125 ml. Le lait est transporté par voiture à huit crèches de quartier.

## Projet d'usine de pasteurisation du lait

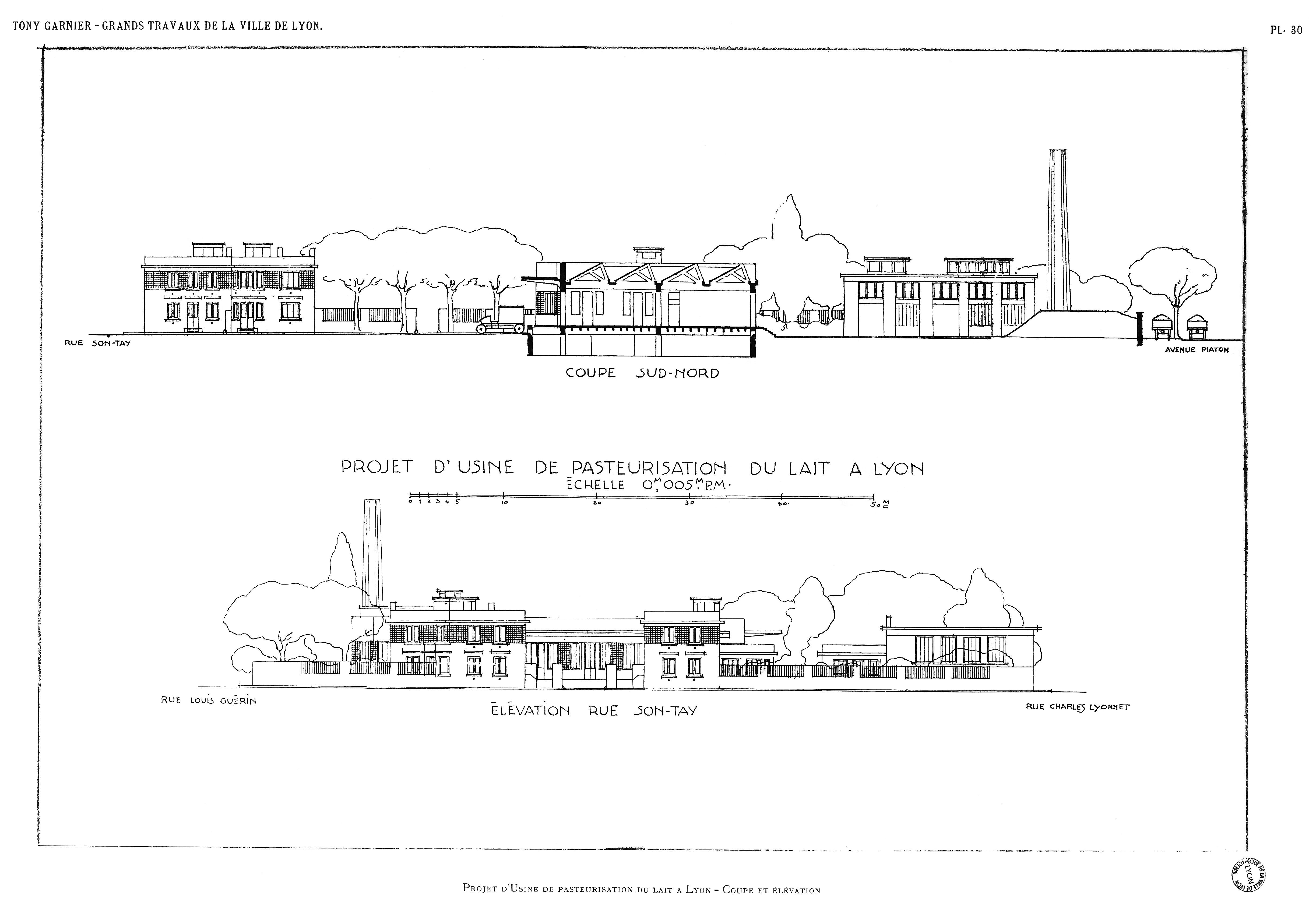
Plans de la nouvelle usine.

En 1918, Tony Garnier dessine en deux planches un projet d'usine de pasteurisation du lait qui semble être une extension de l'unité de stérilisation de la vacherie. L'ensemble, prévu sur un terrain proche à Villeurbanne, est imposant : c'est presque une cité qui est projetée, composée de plusieurs bâtiments administratifs, d'un laboratoire, d'ateliers, avec un garage et un bâtiment technique.
Les plans présentent une grande cheminée, des toits à shed cachés par un attique, une architecture en béton comme pour la Cité industrielle, avec une particularité : une frise qui pourrait être en carreaux de faïence autour des attiques.